# Ruger SR9
Ruger SR9 — самозарядный пистолет произведённый американской фирмы Sturm, Ruger & Company. Изначально разработанный под патрон 9x19mm Parabellum и позже адаптированный под два других наиболее популярных в США калибра — .40 S&W, .45 ACP и .22 LR. При толщине рукояти 1,18 ″ (30,0 мм) рекламируется фирмой-производителем как один из самых тонких пистолетов с двухрядным магазином. Серия пистолетов SR позиционируется на рынке как оружие для скрытного ношения и самозащиты для гражданского населения и полиции. Ruger SR9 под патрон 9x19mm Parabellum был впервые представлен в октябре 2007. Компактная версия первой модели имела меньшие габариты и была названа SR9c и вышла в январе 2010. Следующая версия в серии — SR40 под патрон .40 S&W была представлена в октябре 2010, а компактный вариант — SR40c в июне 2011.
Используется для гражданского рынка. 

## История создания
В начале 2000-х годов, быстрый рост и расширение норм в законодательстве США относительно скрытого ношения огнестрельного оружия самозащиты для гражданского населения, создал быстро растущий спрос на оружие, специально предназначенное для этой цели. Желательными характеристиками для оружия такого типа стали:
- небольшие общие габариты
- уменьшенная толщина
- повышенная ёмкость магазина
- уменьшенный вес (часто достигаемый путём изготовления рамки из ударопрочных полимеров)
- форма и цвет способствующие удобству и скрытности в ношении
- прицельные приспособление ночного или высоко-контрастного типа
- эргономический предохранитель и защёлка магазина амбидекстрического типа[4]
- Система рельсового интерфейса для крепления дополнительных аксессуаров (фонарь, лазер)

Ruger разрабатывал SR9 с целью занятия быстро растущего и прибыльного сегмента рынка оружия для скрытого ношения. Таким образом, результат их разработок полностью отвечает вышеперечисленным требуемым параметрам.

## Конструкция
SR9 — первый пистолет фирмы Sturm Ruger достаточно крупного калибра c УСМ ударникового типа.. Принцип действия УСМ схож с системой «safe action», разработанной фирмой Glock. Такой тип спускового механизма (только двойного действия) предусматривает полувзведение ударника при заднем ходе затвора и полное довзведение и последующий спуск только при нажатии спускового крючка.. Этот тип механизма с довольно длинным и тугим ходом спускового крючка считается наиболее безопасным в повседневном использовании как для сил правозащиты, так и в целях гражданской самообороны. SR9 и SR9c оснащены идентичным УСМ. Согласно тестированию, проведённому популярным онлайн-журналом Gunblast, длина хода спускового крючка на SR9 в его заводской конфигурации от 8,7 до 9,5 мм и силе нажима соответственно:
- SR9 = 30 Н
- SR9c = 23 Н
- SR40 = 29,5 Н

Разница в силе нажима не относится к конструктивным особенностям отдельной модели, а варьируется индивидуально от образца к образцу.
Система автоматики пистолета основана на отдаче и снижении ствола при его коротком ходе и жёстком запирании на один боевой упор, входящий в окно на затворе, которое также служит для выброса стреляных гильз. Запирание и отпирание ствола осуществляется фигурным вырезом, выполненным в приливе под казённой частью ствола и управляющего снижением и поднятием казённой части при его откате и накате (см. Механизмы отпирания и запирания ствола). Ствол пистолета выполнен из нержавеющей стали, затвор из нержавеющей или углеродной стали, рамка из ударопрочного полимера.
Ось ствола SR9 расположена довольно низко по отношению к руке стрелка и в сочетании с низкопрофильной формой затвора способствует уменьшению ощущаемой отдачи и ускорению «возврата мушки на цель» для быстрого последующего выстрела.
Рамка пистолета выполнена из отлично себя зарекомендовавшего, армированного стекловолокном нейлона (полиамида) — материала, устойчивого к деформации и с высоким уровнем прочности при данном применении. Поставляется чёрного или оливково-защитного цвета. Дополнительно рамка оснащена системой рельсового интерфейса — планкой Пикатинни для крепления тактических аксессуаров, таких как лазерный целеуказатель или тактический фонарь.
Задняя грань рукояти пистолета имеет съёмную резиновую вставку. Переворачивая её, стрелок имеет возможность регулировать изгиб арки рукояти в зависимости от персонального предпочтения и удобства..

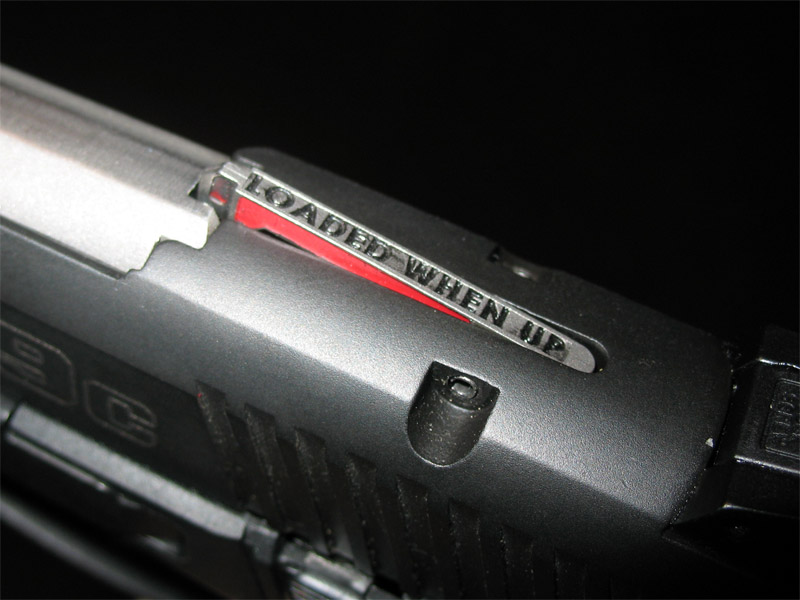
Индикатор наличия патрона в патроннике

Пистолет оснащен несколькими видами предохранительных механизмов:
- Ручной предохранитель, блокирующий движение затвора и одновременно перекрывающий движение ударника.
- Автоматическая блокировка ударника для предотвращения случайного выстрела в случае падения.
- Блокировка ударника при вынутом магазине. Этот тип механизма легко снимается при неполной разборке и позволяет производить «сухой» выстрел без наличия магазина.
- Индикатор взвода ударника. Проверку можно выполнить двумя способами: визуально или на ощупь (в условиях низкого освещения или темноты)
- Так называемый Loaded Chamber Indicator (LCR) — индикатор наличия патрона в патроннике/стволе.